# 1997 у хокеї з шайбою
Нижче наведені хокейні події 1997 року у всьому світі.

## Головні події
На чемпіонаті світу в Гельсінкі, Турку та Тампере золоті нагороди здобула збірна Канади.
У фіналі кубка Стенлі «Детройт Ред-Вінгс» переміг «Філадельфію Флаєрс».

## Чемпіони
- Альпенліга: «Фельдкірх» (Австрія)
- СЄХЛ: «Юніорс» (Рига)

- Австрія: «Фельдкірх»
- Білорусь: «Полімір» (Новополоцьк)
- Болгарія: «Славія» (Софія)
- Велика Британія: «Кардіфф Девілс»
- Данія: «Гернінг»
- Італія: «Больцано»
- Нідерланди: «Неймеген Тайгерс»
- Німеччина: «Адлер Мангейм»
- Норвегія: «Сторгамар» (Гамар)
- Польща: «Подгале» (Новий Тарг)
- Росія: «Локомотив» (Ярославль)
- Румунія: «Меркуря-Чук»
- Сербія: «Црвена Звезда» (Белград)
- Словаччина: «Дукла» (Тренчин)
- Словенія: «Олімпія» (Любляна)

- Угорщина: «Ференцварош» (Будапешт)
- Україна: «Сокіл» (Київ)
- Фінляндія: «Йокеріт» (Гельсінкі)
- Франція: «Брест»
- Хорватія: «Медвешчак» (Загреб)
- Чехія: «Петра» (Всетін)
- Швейцарія: «Берн»
- Швеція: «Фер'єстад» (Карлстад)

## Переможці міжнародних турнірів
- Кубок Європи: «Лада» (Тольятті, Росія)
- Євроліга: ТПС (Турку, Фінляндія)
- Єврохокейтур: збірна Фінляндії
- Кубок Шпенглера: збірна Канади
- Кубок Татр: «Слован» (Братислава, Словаччина)
- Кубок Тампере: ТПС (Турку, Фінляндія)